# الإسلام في أفغانستان
الإسلام هو الدين الرسمي لأفغانستان حيث يدين 99.7% من السكان به. حوالي ما بين 80 إلى 89% يتبعون المذهب السني الحنفي بينما يتبع ما بين 10 إلى 19% من السكان المذهب الشيعي الإثني عشري والإسماعيلي كما يوجد عدد قليل من أتباع المذهب الصوفي الذين يتبعون كلا المذهبين السني والشيعي.

## التاريخ

### البدايات
في نهاية القرن السابع الميلادي دخل الأمويون العرب أفغانستان بعدما هزموا الساسانيون في معركة نهاوند. بعد الهزيمة هرب الإمبراطور الساساني يزدجرد الثالث إلى آسيا الوسطى. انطلق العرب إلى داخل أفغانستان حتى وصلوا إلى هرات ثم إلى شرق أفغانستان وقد بذلوا جهودا كبيرة نحو نشر الإسلام بين السكان المحليين.
قبل العديد من السكان في الشمال الدخول في الإسلام خصوصا في العهد الخليفة الأموي هشام بن عبد الملك وعمر بن عبد العزيز. في بعض الأوقات كان القادة المسلمون يشجعون السكان بالدخول في الإسلام عن طريق الدعوة وترجمة القرآن من اللغة العربية إلى اللغة الفارسية لكي يفهموا معانيه. خلال عهد المعتصم أصبح الإسلام هو دين الأغلبية خصوصا في عهد يعقوب ليث صفاري الذي جعله الدين السائد في كابول وباقي المدن المهمة في أفغانستان. نشر السامانيون الإسلام السني في قلب آسيا الوسطى كما ترجم القرآن بالكامل من اللغة العربية إلى اللغة الفارسية بحلول القرن التاسع الميلادي. ما بين 998 و1030 قرر محمود الغزنوي طرد باقي أتباع المذهب الهندوسي من الحدود الشرقية الأفغانستانية.

### تسييس الإسلام

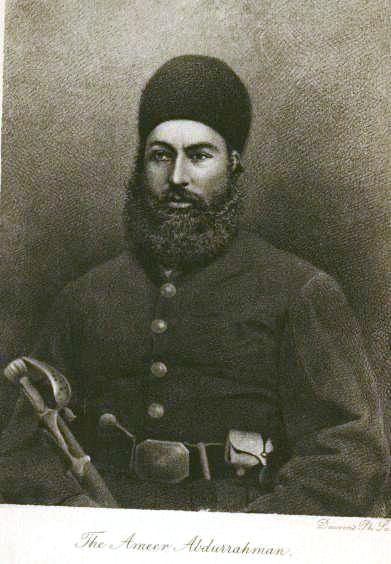
الأمير عبد الرحمن

على الرغم من أن المحاكم الشرعية كانت موجودة في المراكز الحضرية بعد إنشاء الدولة الأفغانية على يد أحمد شاه الدراني سنة 1747 إلا أن القوانين القبلية لقبيلة البشتون ظلت الأساس للفصل بين الناس حتى نهاية القرن التاسع عشر وكانت فتاوى متفرقة قد صدرت من أجل الدفع بالفكر الإسلامي.
تم تقديم أول عمل منهجي إسلامي كأداة لبناء الدولة من قبل الأمير عبد الرحمن (1880-1901) خلال حملته نحو المركزية. أصدر مرسوما يقضي بأن جميع القوانين يجب أن تتوافق مع الشريعة الإسلامية وأن تكون الأساس في الأحكام بدلا من الأحكام القبلية البشتونية. عزز علماء الدين من شرعية مرسومه وبالتالي أضفى قوة إلى مركزيته. نتيجة لذلك فقد أصبحوا كالموظفين في الدولة وبالتالي ضعفت القيادة الدينية في نهاية المطاف. تم إعادة هيكلة العديد من الامتيازات المادية الممنوحة للمؤسسات الدينية التي كانت حكرا على علماء الدين وبذلك أصبح الأمير هو الحاكم الفعلي لها.
واصل خلفاء الأمير عبد الرحمن السير على نهجه في علمنة الدولة الأفغانية وبقيت المؤسسات الدينية بعيدا عن الأمور السياسية وركزت على الجانب الأخلاقي فقط. على الرغم من ذلك فإن العلماء وقفوا في الأزمات الوطنية برص صفوف المجتمع في مواجهة الدولة كما حدث مع أمان الله خان (1919-1929) عندما وصف المحتجون إصلاحاته بأنها تدخلات غربية معادية للإسلام.
وحرص الحكام اللاحقين على التوافق بين الإسلام والتحديث وعدم تغريب المجتمع الأفغاني كما حرصوا على تقليل دور الدين في تسيير شؤون الدولة.
في دستور 1931 تم إقرار أن المذهب الحنفي هو الدين الرسمي للدولة ولكن في دستور 1964 تم تغيير نص المادة إلى أن طريقة الطقوس الدينية ستكون وفقا للمذهب الحنفي. وفي دستور 1971 تم الإعلان أن دين الدولة هو الإسلام من دون تحديد مذهب معين. قانون العقوبات (1976) والقانون المدني (1977) غطى جميع الأحكام والعقوبات على أساس علماني. بحلول سنة 1978 أعربت حكومة الحزب الديمقراطي الشعبي كرهها علنا للشريعة الإسلامية. عجل هذا التصريح الحركات الإسلامية على التمرد وانتقلت من الجمود إلى النشاط.
تسييس الإسلام في أفغانستان يمثل انفصالا عن التقاليد الأفغانية. نشأت الحركة الإسلامية سنة 1958 في جامعة كابول خصوصا في كلية الشريعة الإسلامية سنة 1952 وكان الهدف المعلن رفع نوعية التعليم الديني لاستيعاب العلوم الحديثة والتكنولوجيا وكان مؤسسو هذه الحركة متأثرون بفكر الإخوان المسلمون في مصر الذي نشأ في فترة الثلاثينات الذي كان يهدف إلى إحياء الإسلام وإرساء العدالة الاجتماعية، الاقتصادية، والسياسية. هدف الحركة الإسلامية هو التوصل إلى تفاهم مع العالم المعاصر من خلال تطوير الفكر السياسي على أساس إسلامي.
أسلوب الحكومة التحرري بعد دستور 1964 كثف من نشاط طلاب الجامعة. الأستاذة والطلاب أسسوا منظمة سازماني جاواناني موسولمان في منتصف الستينات في نفس الوقت الذي قام به اليساريون في إنشاء منظماتهم. في البداية كان عدد الطلاب الشيوعيون أكثر من عدد الطلاب المسلمون ولكن بحلول سنة 1970 حصلت جمعية المسلم الشاب على أغلبية الطلاب في انتخابات مجلس طلاب الجامعة. كانت عضوية المنظمة تضم الأساتذة والطلاب الجامعيين والذين يعملون في مدارس المدن الكبيرة مثل مزار شريف وهرات. هؤلاء الأساتذة والطلاب صاروا بعد ذلك قائدة المقاومة الأفغانية في الثمانينات.

### عصر الشيوعية والمجاهدين
مع سيطرة الحزب الديمقراطي الشعبي على الحكومة في أبريل 1978 فإن الحركات الإسلامية قررت الاتحاد مع بعضها البعض من أجل مواجهة الفكر الشيوعي الذي يتمتع به الحكام الجدد. حسب النظام السياسي الإسلامي فإن الحركات الإسلامية ناسبت المجتمع الأفغاني الذي كان يعاني من التنوع وغير المنظم والعدائية وبذلك شكلوا جبهة موحدة ضد عدو مشترك وتم تشكيل مجموعات المجاهدين.
كان يتمتع قادة المجاهدين بالشخصية الكاريزمية وفي الكثير من الحالات يتم استبدال القادة السياسيين والعسكريين بزعماء القبائل. تعززت القيادة الدينية بعدما قرروا الدخول في غمار السياسة ويكون اختيار القادة على حسب الاختيار الشخصي والأسبقية بين المناطق والطوائف والجماعات العرقية والقبائلية ولكن القادة الكبار كانوا مدعمون من دول خارجية الذين كانوا يسطرون على الموارد المالية والأسلحة.
بدعم من المساعدات الخارجية نجح في نهاية المطاف المجاهدين في طرد القوات السوفييتية ولكن لم يستطيعوا بناء بديل سياسي لحكم أفغانستان بعد انتصارهم في الحرب حتى لو كان هذا البديل السياسي إسلامي. معظم قادة المجاهدين إما استخدموا السلطة التقليدية وبالتالي أصبحوا خان جدد أو حاولوا تكييف الأسلوب الغربي في المجتمع الشرقي. في هذا الوقت أصبح القادة يتمتعون بالسلطة والمال على العكس من السابق عندما كانوا يتمتعون بالسلطة فقط.
مع رحيل القوات الأجنبية وزوال حكومة كابول اليسارية وولادة دولة أفغانستان الإسلامية في أبريل 1992 وهذا يمثل علامة فارق في تاريخ الإسلام في أفغانستان بأن يمارس المتدينون السلطة ولكن الحكومة الجديدة فشلت في إثبات شرعيتها وتبدد كم كثير من المال على الخلافات التي حدثت بين الفصائل من خلال محاربة بعضهم البعض وتم اللجوء إلى مجموعة من الممارسات غير المقبولة من أجل السلطة والربح المادي وعانى السكان من المضايقات والابتزاز والخطف والسطو وامتهان المرأة وزيادة تهريب المخدرات وعدم أمان الطريق السريعة.

### طالبان
في خريف 1994 قامت مجموعة تسمي نفسها حركة طالبان بتظهير أفغانستان من ما أسمتهم أمراء الحرب والمجرمين وقد كانوا يسعون إلى إقامة حكومة إسلامية حسب تفسيراتهم الخاصة للشريعة. أغلب القادة الطالبانيون كانوا مجاهدين بينما كان السواد الأعظم من الجنود عبارة عن أفغان لاجئين يدرسون في المدارس الدينية الباكستانية خصوصا المدارس التي تدريها جمعية علماء الإسلام الباكستانية التي تعتبر الجناح المحافظ للحزب السياسي الدين الذي كان يتولى قيادته مولانا فضل الرحمن غريم قاضي حسين أحمد قائد حزب جماعة الإسلام الداعم للمجاهدين.
كان المقر الرئيسي في قندهار وتتكون من أغلبية مطلقة لقبيلة البشتون من القيادة العليا إلى أصغر الجنود. في سبتمبر 1996 استطاعوا الاستيلاء على كابول وسيطروا على ثلثي الأراضي الأفغانية.
تم تجميع الأسلحة من السكان واستتب الأمن وتم تطبيق تعاليم الشريعة الإسلامية وأبرزها تنفيذ حكم الإعدام في حق القتلة، رجم الزناة، بتر أطراف السارقون، حظر جميع أشكال القمار مثل الطائرات الورقية، الشطرنج، صراع الديكة، حظر الموسيقى والفيديو، تحريم صور البشر والحيوانات، حظر أصوات النساء عبر الراديو. وكانت النساء مجبورة على لبس النقاب وفصلها من العمل والإبقاء عليها في المنزل حتى الدراسة تكون بالبيت.

### الإسلام في المجتمع الأفغاني

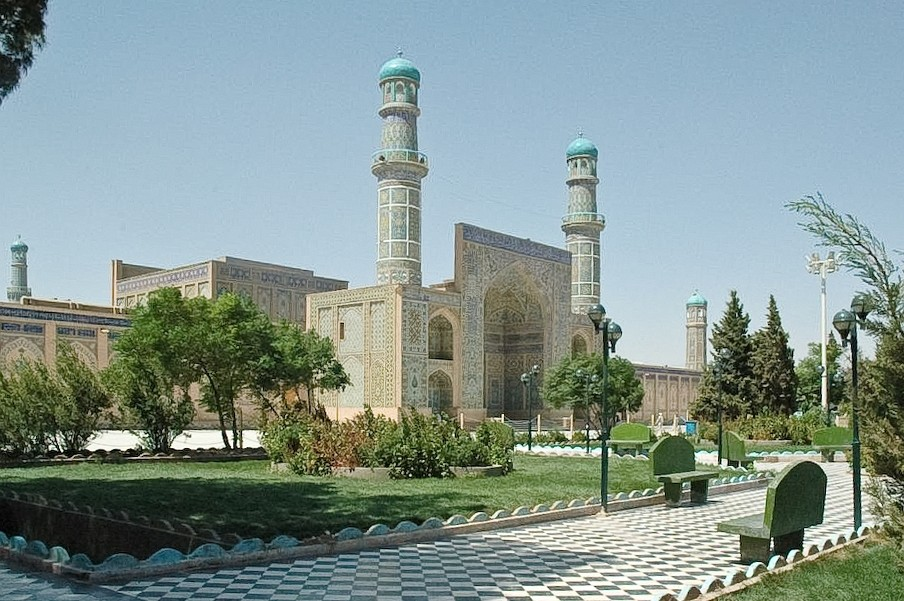
مسجد صلاة جمعة في هرات غرب أفغانستان

بالنسبة إلى الأفغان فإن الإسلام يمثل رمز للوحدة في مواجهة الانقسام حول الفخر الشخصي والعائلي والقبائلي في مجتمع متعدد الطوائف والأعراق.
يمثل الإسلام الاعتدال وتأثيره قوي في جميع أنحاء المجتمع الأفغاني وتقام الشعائر الدينية بشكل يومي. على الرغم من عدم إلزامية حضور صلاة الجمعة الأسبوعية إلا أن المساجد والجوامع تغص بالمصلين كما أن المساجد منتشرة في جميع أنحاء المدن والقرى وهي لا تستخدم كدور عبادة فقط بل أيضا يتم استخدامها مأوى للنزلاء وأماكن الالتقاء وإقامة الاحتفالات الدينية والاجتماعية وتلقي الدروس الدينية فيها.
بسبب أن الإسلام طريقة حياة فإنه يعتبر القانون السائد لتنظيم السلوك الاجتماعي بين السكان كالصدق، التدبير، الكرم، الاستقامة، الورع، الإنصاف، التسامح، واحترام الآخرين. التمسك بشرف العائلة وتربية الأطفال يكون على طريقة إسلامية.
تتكون المؤسسات الدينية من عدة مستويات. يمكن لأي مسلم أن يؤم مجموعة من المصلين في الصلوات غير الرسمية. يتم تعيين أئمة المساجد من قبل الحكومة بعد التشاور مع الأهالي. على الرغم من أن الحكومة تقوم بتمويل رواتب الأئمة إلا أن مساعدات الأهالي لها نصيب الأسد. يفترض في الأئمة أن يكونوا ضليعون في القرآن، السنة النبوية، الأحاديث النبوية، وأحكام الشريعة وذلك لكي يكونوا مؤهلين في التحكيم حول النزاعات على تفسير مختلف القضايا الصغيرة. لكن الأئمة في القرى والأرياف لا يتبعون الهيكل التنظيمي للأئمة في المدن حيث أن معظمهم يعملون إما مزارعون أو حرفيون وأيضا إما أن بعضهم لا يعرف القراءة والكتابة أو يجيدونهما بصعوبة.
أصحاب المذهب السلفي يعارضون إجلال المزارات والقديسين التي تتناثر بكثرة في أفغانستان علما بأن هناك قرى كاملة أقيمت لكي تكون حول مزار أو ضريح معين. تختلف أشكال المزارات حيث أن بعضها تتكون من الترب أو الحجارة ولكنها تتميز بالزخرفة الغنية. الأضرحة الكبيرة يشرف عليها زعماء دينيين أو علمانيين. من الممكن أن تحتوي هذه الأضرحة على شهيد، مدرس ديني مبجل، شاعر صوفي شهير، أو قطع أثرية مثل شعر النبي محمد أو قطعة من ثوبه. هناك أساطير كثيرة ومنتشرة بشكل كبير حول جثمان الخليفة الراشدي الرابع علي بن أبي طالب مدفون في ضريح في قلب مزار شريف. المهرجانات السنوية تجذب الآلاف من الناس لزيارة هذه الأضرحة والسعي للحصول على شفاعة أحد أولياء الله الصالحين لعلاج مرض أو ولادة ابن ذكر أو درء عين شريرة أو تفريق أو تجميع بين الأزواج. يتكون أغلبية الزوار من النساء. تستمر هذه الزيارات لعدة أيام. عادة ما تكون مثل هذه الممارسات مكروهة في الإسلام.

## الإسلام الشيعي في أفغانستان

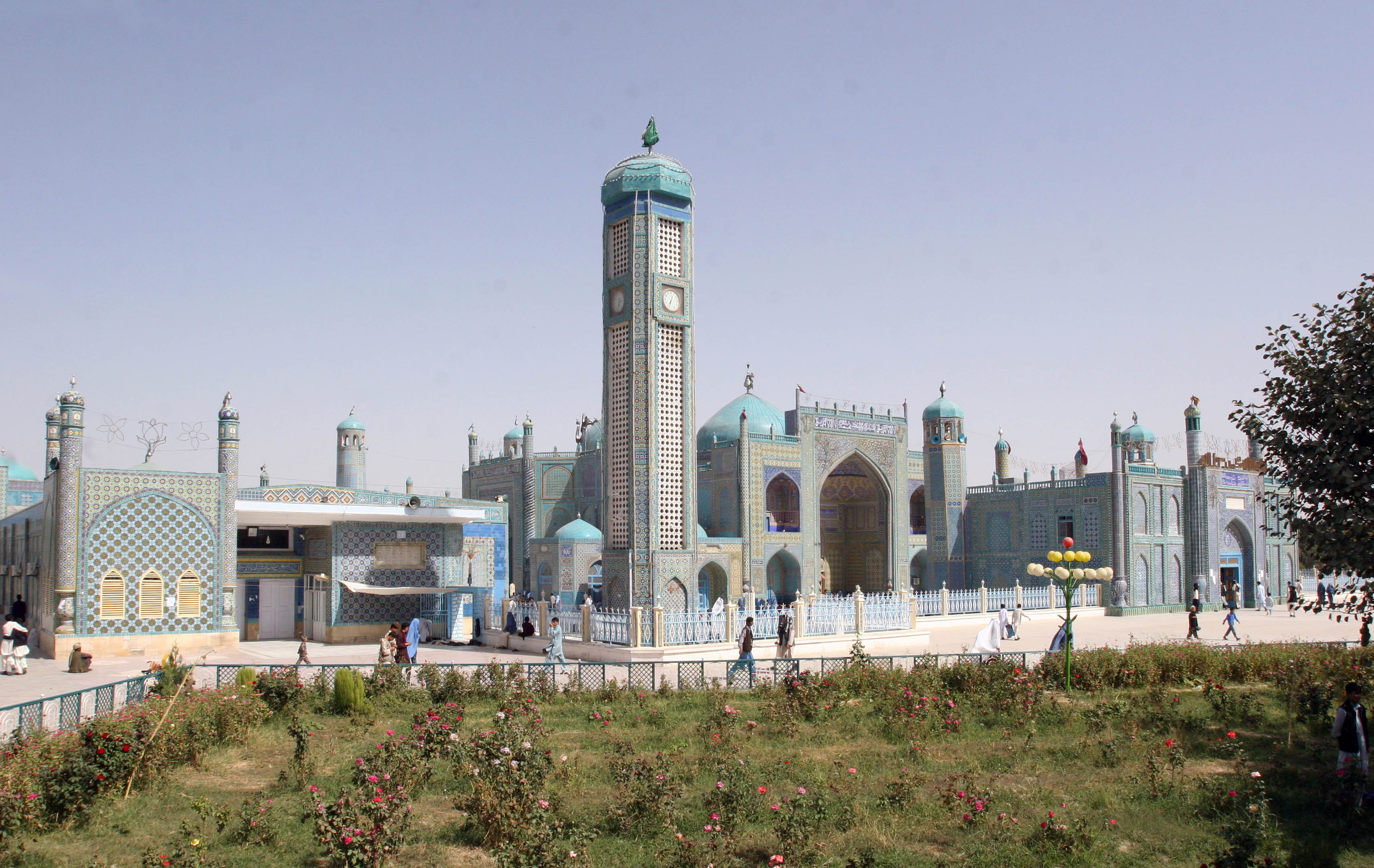
المسجد الأزرق في مزار شريف في شمال أفغانستان

يعتنق 10-19% من السكان المذهب الشيعي وأغلبهم من الاثني عشرية الذين ينتمون إلى قبيلة هزارة الذي تواجدوا بكثرة في هزاره جات في وسط أفغانستان وفي فارسيوان في محافظة هرات. كما أنهم يتواجدون ولكن بقلة في مقاطعة باميان، كابول، قندهار، غزنة، ومزار شريف. يتمتع أغلب الشيعة بالإقامة في المناطق الحضرية ولديهم مشاريع تجارية صغيرة ناجحة وذلك ضمن مكتسبات بداية انخراطهم في التعليم في الخمسينات.
بدأ الشيعة في المشاركة في السياسة أثناء وبعد الغزو السوفييتي واكتسب الشيعة الوعي السياسي منذ كانوا طلابا في الجامعات في الستينات والسبعينات وشكلوا بذرة نواة الحركة الماوية الأفغانية. في سنة 1978 قامت جماعات المجاهدين الشيعيين بالجهاد والقتال من أجل السيطرة على كابول حتى تم إعلان الدولة الإسلامية في 1992 ولكن الشيعة فشلوا في أن يكونوا رقم صعب في السياسة الأفغانية بعد ذلك.

### الإسماعيلية
الإسماعيليون قبلوا إسماعيل إماما سابعا بدلا من موسى الكاظم خلفا لأبيهما جعفر الصادق. يشكل الإسماعيليون نسبة قليلة من مجموع الشيعة في أفغانستان ويتواجدون بكثرة في شرق هزاره جات في منطقة بغلان شمال هندوكوش بين جبال بدخشان الطاجكية وممر واخان.
يتكون الإسماعيليون من مجموعات عرقية مختلفة ويعانون من أوضاعهم الاقتصادية السيئة للغاية. على الرغم من أن الإسماعيليون في شمال باكستان يشرفون على تنظيم برامج الرعاية الاجتماعية في المستشفيات، المدارس، والجمعيات التعاونية إلا أن نظراهم في أفغانستان يتمتعون بدور محدود جدا على المستوى الاجتماعي.
الإسماعيليون يتبعون قادتهم من دون تفكير حيث أن زعيم الإسماعيليين سيد ينتمي إلى عائلة كيان الذين يقيمون بالقرب من دوشي وهي قرية صغيرة تقع شمال سالانغ باس في وسط ولاية بغلان. خلال الحرب السوفييتية الأفغانية كانت للعائلة حضور سياسي كبير.

## الأحمدية
الأحمدية[ ؟ ] طائفة اعتقدوا أن مؤسس مذهبهم غلام أحمد القادياني هو المهدي المنتظر. كفرت جميع المذاهب الإسلامية هذا المذهب الوليد ولذلك وبعد 12 سنة من ادعاء غلام تم رجم الأحمديين حتى الموت في كابول في 1901، 1903، وفي العشرينات. أصدر الملك أمان الله قرارا في سنة 1924 أن الانتماء إلى مذهب الأحمدية جريمته الإعدام.

## الصوفية
التصوف له بعض النفوذ في أفغانستان سواء في المناطق الحضرية أو الريفية لاسيما في صفوف الطبقة المتوسطة.
ينتمي الصوفيون إلى 3 مدارس وهي : النقشبندية في بخارى، القادرية في بغداد، والجشتية في هرات. من بين النقشبندية أحمد الفاروقي الكابولي المولود في كابول والذي اشتهر في عهد الإمبراطور المغولي جلال الدين أكبر في القرن السادس عشر. آخر قادري مشهور كان ماولانا فايزاني الذي اشتهر كثيرا في الستينات والسبعينات حيث كان عالم دين جليل ومناهض للشيوعية. سجن في منتصف السبعينات وعندما تولى الحزب الديمقراطي الشعبي مقادير الحكم اختفى فايزاني ولم يسمع عنه أحد بعد ذلك.
تأسست الجشتية على يد مودود الجستي الذي ولد في القرن الثاني عشر في الهند. يتركز تواجد الجستيون على ضفاف نهر هاري في مدن أوبي، كاروخ، وجشتي شريف. تقليديا بقي الجشتية بعيدون عن السياسة على الرغم من أنهم كانوا نشطون وبشكل فعال في حركة مقاومة الغزو السوفييتي.
تحتوي مدينة هرات وضواحيها على أكبر عدد من الصوفيين بارتباطهم بالتواجد قبل المزارات والأضرحة كما تتواجد في شمال أفغانستان خاصة في مدينة قندوز وولاية فارياب. أغلب الصوفيين في كابول ومزار شريف ينتمون إلى النقشبندية بينما يتواجد القادريون مع البشتون الشرقيون في ولايات وردك، بكتيا، وننكرهار بينما يتركز الجشتيون على ضفاف نهر هاري. لا يوجد متصوفون شيعة ولكن السادة من نسل النبي محمد يحظون بالاحترام الشديد.
يوجد عداء كبير بين علماء الدين وشيوخ الصوفية يعتبر العديد من الزعماء الصوفيون علماء دين والكثير من علماء الدين مقربين من الجماعة الصوفية. الزعيم الصوفي يملك كرامات وسلطة روحية من الله وبالتالي فهم يشكلون قوة شعبية فعالة بالإضافة إلى أنهم ينأون بأنفسهم عن الأمور الدنيوية.
على الرغم من الوضع المستقر للصوفيين في المجتمع الأفغاني فإن العديد من الزعماء الصوفيين تم إعدامهم ما بين 1978 و1979 في أعقاب الثورة الشيوعية من أبرزهم بهاء الدين جان.